# Earl Wilbur Sutherland, Jr.
Pour les articles homonymes, voir Sutherland.
Earl Wilbur Sutherland Jr., né le 19 novembre 1915 à Burlingame au Kansas et mort le 9 mars 1974 à Miami en Floride, est un physiologiste américain. Il se voit décerner le prix Nobel de physiologie ou médecine en 1971 pour sa découverte du mécanisme d'action des hormones, plus spécialement celle de l'adrénaline, via des messagers secondaires tel que l'adénosine monophosphate cyclique.

## Biographie
Il reçoit son bachelor of Arts de chimie en 1937 de l'université Washburn à Topeka puis son doctorat en 1942 à l'école de médecine de l'université Washington de Saint-Louis à Saint-Louis du Missouri. Il sert par la suite comme médecin pendant la Seconde Guerre mondiale. Après la guerre, il retourne à l'université Washington comme chercheur au laboratoire du récipiendaire du prix Nobel Carl Ferdinand Cori.
En 1953 il devient directeur du département de médecine de l'université Case Western Reserve à Cleveland où il découvre le rôle de l'AMP cyclique comme médiateur de l'action de certaines hormones. En 1963, désirant limiter son activité à la recherche, il se déplace à l'école de médecine de l'université Vanderbilt à Nashville où il est professeur de physiologie jusqu'en 1973.
Il est élu à l'Académie nationale des sciences en 1966, gagne le prix Albert-Lasker pour la recherche fondamentale en médecine en 1970, le prix Nobel de physiologie ou médecine en 1971 et la National Medal of Science en 1973. Au moment de sa mort en 1974 il est professeur à l'école de médecine de l'université de Miami. Son épouse Claudia est morte en 1984.